# Passage de l'Union
Le passage de l'Union est une voie du 7e arrondissement de Paris, en France.

## Situation et accès
Le passage de l'Union est situé dans le 7e arrondissement de Paris. Il débute au 173, rue de Grenelle et se termine au 14, rue du Champ-de-Mars.
Le quartier est desservi par la ligne 8, à la station École Militaire.

## Origine du nom
Ce nom a été choisi par les habitants de la voie, dans l'entre-deux-guerres. Il symbolisait la bonne entente et la solidarité entre les habitants.

## Historique
Cette voie a été classée dans la voirie de Paris par un arrêté du 14 mai 1935.
Il existe un square de l'Union dans le 16e arrondissement.